# ジェームズ・リー・シリキ
ジェームズ・リー・シリキ（James Léa Siliki、1996年6月12日 - ）はフランス出身、カメルーン代表のサッカー選手。ポジションはMF。GDエストリル・プライア所属。

## 経歴
パリ・サンジェルマンFCの下部組織で育成されたのち、EAギャンガンのBチームで出場を飾る。その後、スタッド・レンヌの下部組織に移籍した。
2017年1月28日、FCナント戦でリーグ・アンデビュー。頭角を現し、翌シーズンはリーグ戦32試合に出場するなど主力になり、ベストイレブンにも選出された。

### 代表歴
カメルーンをルーツに持っているが、年代別代表はフランス代表を選択している。
2021年6月4日、ナイジェリア代表との親善試合でカメルーン代表として初出場。